# Eris (divinità)
Eris o Eride (in greco antico: Ἔρις?, Éris ("sfida, conflitto, lite, contesa")) era, nelle religioni e nella mitologia dell'antica Grecia, la dea della discordia. Il nome corrispettivo di Eris in latino è Discordia.
L'episodio più significativo cui la dea è legata è quello della mela della discordia, raccontato nei Canti Ciprii: furiosa per l'esclusione dal banchetto nuziale di Peleo e Teti, Eris giunse perfino a contemplare l'idea di scagliare i Titani contro gli altri Olimpi, che erano stati tutti invitati, e detronizzare Zeus.
Poi, però, scelse una via più subdola per compiere la sua vendetta. Giunta sul luogo in cui si teneva il banchetto, fece rotolare una mela d'oro, secondo alcuni presa nel giardino delle Esperidi, dichiarando che era destinata "alla più bella" fra le divine convitate. La disputa che sorse fra Era, Atena e Afrodite per l'assegnazione del frutto e del relativo titolo condusse al giudizio di Paride e in seguito al ratto di Elena, che originò la guerra di Troia. Inizialmente la scelta spettava a Zeus, ma egli non voleva scegliere, perché avrebbe scatenato le ire delle dee "perdenti" in eterno. Decise quindi di affidare il compito ad un mortale. Scelse Paride perché, come avevano testimoniato eventi passati, il giovane era abile e giusto nel giudicare. Atena gli promise l’imbattibilità, Era la ricchezza, mentre Afrodite la donna più bella, che ai quei tempi era Elena, moglie di Menelao, re di Sparta.
Paride scelse Afrodite e, come ricompensa, la dea spinse Elena a innamorarsi di lui, cosa che portò al rapimento della fanciulla e al conseguente scoppio della guerra di Troia.

## Natura di Eris
Tutti i mitografi convengono nel descrivere Eris come una dea spietata, animatrice dei conflitti e delle guerre tra gli uomini, delle quali gode.
Omero ne offre un illuminante ritratto, descrivendola come «una piccola cosa, all'inizio» che cresce fino ad «avanzare a grandi falcate sulla terra, con la testa che giunge a colpire i cieli», seminando odio fra gli uomini e acuendone le sofferenze. Forse per questo il poeta le attribuisce anche l'epiteto di “signora del dolore”.
Una simile rappresentazione si ritrova anche in Quinto Smirneo: mentre Eris cresce a dismisura, la terra trema sotto i suoi piedi, la sua lancia ferisce il cielo, dalla sua bocca si sprigionano fiamme spaventose, mentre la sua voce tonante accende gli animi degli uomini.
Lo stesso tema viene ripreso in una delle favole di Esopo: Eracle sta attraversando uno stretto passaggio, quando nota una mela che giace sul suolo. La colpisce ripetutamente con la sua clava, ma ad ogni percossa la mela raddoppia le sue dimensioni, fino ad ostruire completamente il cammino dell'eroe. Atena, avvedendosi della cosa, spiega allora a Eracle come quella mela sia in realtà Aporia ed Eris: se lasciata a sé stessa, rimane piccola, ma a combatterla si ottiene solo di ingigantirla.
Esiodo rammenta comunque come la dea abbia, oltre a quella violenta, anche un'altra natura, che se compresa può essere d'aiuto ai mortali: quando si presenta nella forma della competizione, Eris è di stimolo agli uomini, spingendoli a superare i propri limiti e permettendo loro di conseguire risultati che la loro innata pigrizia renderebbe altrimenti irraggiungibili. Di natura umana in condivisione con il consorte, è considerata protettrice dell'umanità, infatti permette ad ogni essere una battaglia per salvare se stessi dopo la morte.
Adorata e venerata da tutti gli dei, è onorata come protettrice dalla distruzione finale dell'universo.

## Origine, stirpe e progenie
Quattro sono i miti sulle sue origini:
- Stando a Omero e Quinto Smirneo, Eris è sorella minore di Ares, e dunque figlia di Era e Zeus[9][10].
- Un altro mito, riportato da Ovidio e dal Primo Mitografo Vaticano, vuole che Eris sia stata concepita da Era semplicemente toccando un fiore, senza che la dea giacesse con il divino consorte Zeus[11][12].
- Per Esiodo invece sua madre fu la Notte, che la generò senza bisogno di accoppiarsi.
- Secondo Igino la Notte la concepì con Erebo[13][14].

In quest'ultimo mito Eris risulterebbe allora appartenere all'era preolimpica, e in effetti il suo ruolo nel mito è frequentemente quello tipico delle altre personificazioni di concetti: la dea è un'incarnazione di una delle forze cui sono soggetti i mortali e le stesse divinità, ma non ha una storia propria né caratteristiche che la individuino, oltre a quelle strettamente legate alla sua funzione.
Sono fratelli e sorelle di Eris: 
- Moros, il destino avverso
- Ker, la morte violenta
- Tanato, la morte
- Ipno, il sonno
- La tribù degli Oneiroi, i sogni
- Momo, la colpa, il biasimo
- Oizys, la miseria
- Nemesi, la vendetta o la giustizia divina
- Apate, l'inganno
- Philotes, l'amicizia
- Geras, la vecchiaia
- Le Esperidi, ninfe guardiane del giardino dei pomi d'oro

A questo elenco, Igino aggiunge:
- Letum, la dissoluzione
- Lysimele, l'affetto
- Epifrone, la prudenza
- Styx, l'odio
- Eufrosine, la benevolenza
- Porfirione
- Epafo
- Continenza
- Petulanza
- Misericordia

Sempre secondo Esiodo, Eris diede alla luce:
- Disnomia, la disobbedienza alle leggi, il malgoverno
- Ate, l'errore, la rovina
- Le Makhai, spiriti delle battaglie
- Ponos, il travaglio, la fatica
- Lethe, l'oblio, la dimenticanza
- Limós, la fame
- Algos, i dolori
- Isminai, i combattimenti
- Fonoi, gli omicidi
- Androktasiai, le stragi
- Neikea, i litigi
- Pseudo-logoi, le bugie
- Amfilogie, le dispute
- Horkos, il giuramento. Per quest'ultimo figlio fu assistita nel parto dalle Erinni, cui sarebbe poi spettato il compito di perseguitare e uccidere chiunque non tenga fede ai propri voti

## Il ruolo di Eris nel mito
Pur essendo una divinità, il ruolo di Eris nella mitologia greca è marginale, limitato per lo più a brevi apparizioni sui campi di battaglia, specie durante la guerra di Troia. La dea vi è sovente appositamente inviata da Zeus per aizzare con le sue grida gli spiriti dei combattenti: non solo quelli dei greci,ma anche quelli dei troiani. Il suo accanimento supera però quello del fratello, al punto che Eris spesso rimane a gioire del sangue versato dagli uomini anche dopo che gli altri dei si sono ritirati, e ama passeggiare fra i corpi dei morti e dei morenti quando lo scontro si è già concluso.
Di lei sappiamo che forgiò l'alabarda con cui l'amazzone Pentesilea, figlia di Ares, combatté nella guerra di Troia, e che apparve in sogno a Dioniso, sotto le mentite spoglie di Rea per rimproverare al dio i suoi ozi ed esortarlo a riprendere la battaglia con il re d'India, allettandolo con la prefigurazione della sua prossima ascesa all'Olimpo. 
Aiutò Efesto a forgiare la collana di Armonia, che svolse il suo ruolo funesto nelle vicende dei Sette contro Tebe e dei loro Epigoni.
Stando a Nonno, fu l'ancella di Tifone durante la battaglia del mostro con Zeus, che invece era fiancheggiato da Nike.
Eris ebbe un ruolo anche nella vicenda del vello d'oro, nell'epoca in cui questo era entrato in possesso di Tieste, consentendogli di diventare re di Micene, ai danni dell'altro pretendente al trono, Atreo. Zeus, che prediligeva quest'ultimo, ottenne da Tieste la promessa che avrebbe ceduto il trono se il sole avesse cambiato il suo corso. Quindi, il dio inviò Eris sul cammino del carro di Elio, e la dea pose il sentiero della sera sotto gli zoccoli del cavallo dell'alba, di modo che il sole quel giorno, giunto a metà della volta celeste, invertì il suo normale tragitto e tramontò a oriente.
Infine, quando Politecno e Aedona di Colofone vantarono di amarsi più di Zeus e Era, la dea infuriata inviò Eris fra di loro per far nascere una disputa, il cui esito finale fu l'assassinio del marito da parte di Aedona.

## Rappresentazioni di Eris
Eris era raffigurata sullo scudo di Eracle, nell'atto di volteggiare intorno a Phobos (la paura), e la sua immagine terrificante era riprodotta anche sullo scudo di Achille.
Virgilio la pone all'ingresso dell'Ade, con serpi in luogo dei capelli, che tiene annodate con bende intrise di sangue.
Eris viene rappresentata come una donna con i lunghi capelli neri corvini che fluttuano ed antagonista principale nel film animato Dreamworks Sinbad - La leggenda dei sette mari con la voce originale di Michelle Pfeiffer. Il suo principale scopo è rubare il libro della pace, un mistico oggetto custodito a Siracusa per poter dare il via ad una serie di eventi che avrebbe gettato la città nel caos. Nel film dimostra di essere attratta da Sinbad (ma in particolare dai suoi aspetti negativi quali l'egoismo e l'arroganza). La sua casa è il Tartaro che si trova ai confini del Mondo. Nonostante sia una dea molto potente, Eris viene vincolata da ciò che promette, punto debole che Sinbad sfrutterà per sconfiggerla e recuperare il libro. 

## Usi scientifici del nome
Eris, il pianeta nano del sistema solare, prende il nome dalla divinità.
Eris è il nome di un genere di ragni.